# Írán na Letních olympijských hrách 1988
Írán na Letních olympijských hrách 1988 v jihokorejském Soulu reprezentovalo 27 sportovců v 4 sportech.

## Medailisté
| Medaile | Jméno              | Sport | Disciplína               |
| ------- | ------------------ | ----- | ------------------------ |
| Stříbro | Askar Mohammadaján | Zápas | muži volný styl do 57 kg |